# Tricotsteek

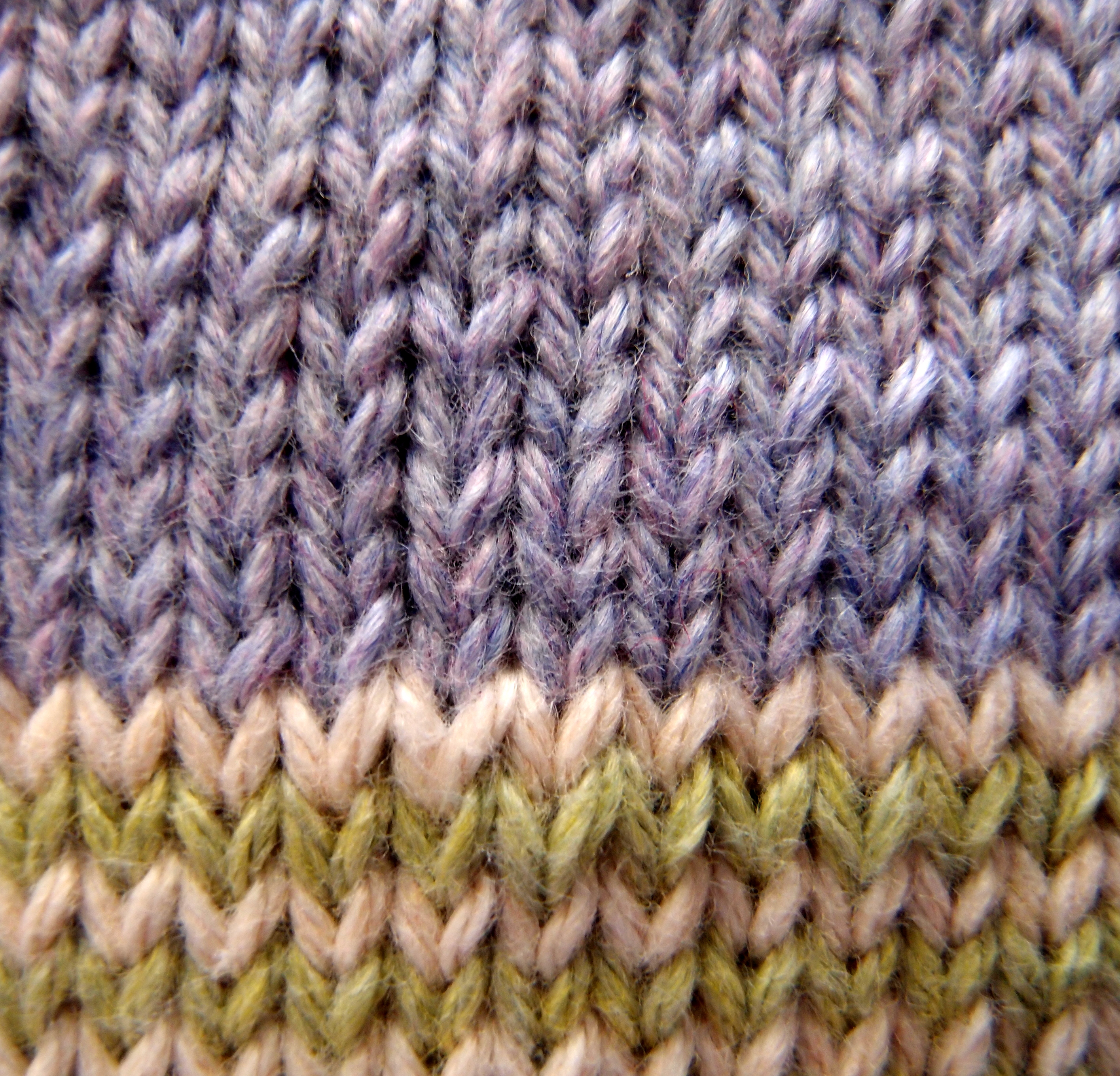
Tricotsteek voorzijde. Er is hier met drie kleuren gebreid.

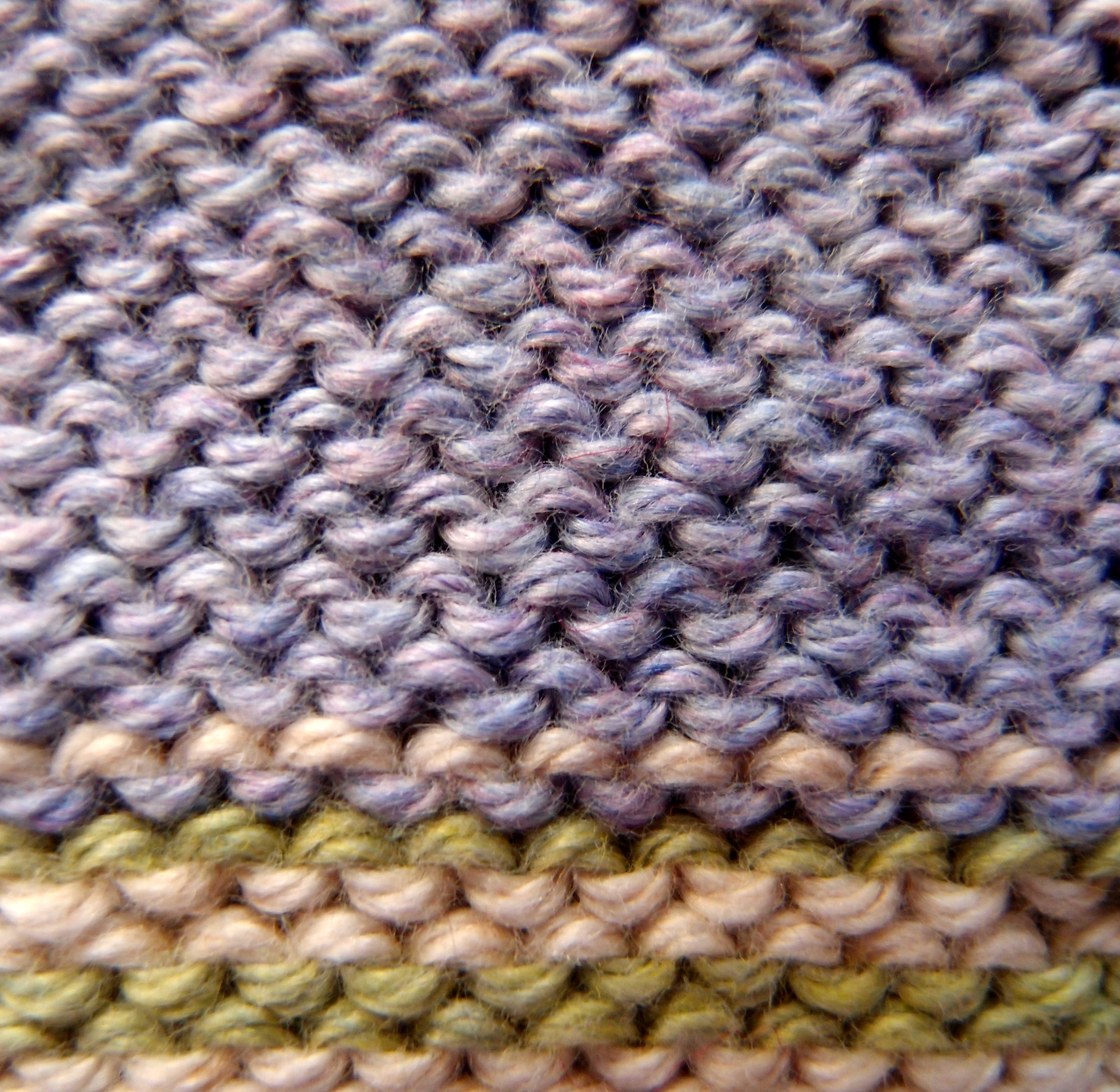
Tricotsteek, achterzijde van het werkstuk dat hierboven te zien is.

De tricotsteek is een van de eenvoudigste en meest gebruikte breisteken. Alleen de ribbelsteek kan als nog eenvoudiger beschouwd worden. De tricotsteek wordt dan ook zeer veel gebruikt. Om een mooi resultaat te krijgen is het nodig om zeer regelmatig te breien, daarom is de tricotsteek toch vrij moeilijk.

## Werkwijze
Om de tricotsteek te breien wordt aan de goede kant recht gebreid, dat wil zeggen dat de breidraad vanuit de breister of breier aan de achterzijde van het werk hangt. Aan de verkeerde kant wordt averecht gebreid, dat wil zeggen dat de breidraad aan de voorzijde hangt. De ene naald wordt dus recht gebreid, op de terugweg averecht. Aan de voorzijde zien de steken eruit als v-vorming, aan de achterzijde zijn de steken geribbeld. Bij rondbreien kan continu recht gebreid worden.

## Toepassingen
Doordat bij deze breisteek het oppervlak regelmatig en glad is, is de steek geschikt voor het inbreien van kleurige patronen, zoals bij het jacquardbreiwerk.
Een nadeel van werk in de tricotsteek is dat het breiwerk aan de randen omkrult. Aan de boven- en onderkant krult het breiwerk naar voren, naar de kant met de v-tjes. Aan de zijkanten krult het werk naar achteren, richting de ribbels. Daarom wordt aan het eind van het werk, bijvoorbeeld aan de mouwen of aan de hals in geval een trui gebreid wordt, meestal een boordsteek gebruikt, die uit zichzelf vlak blijft.

## Wetenswaardigheden
De stof Jersey is in een zeer fijn, machinaal gemaakt breiweefsel met tricotsteken.